# Christofer von Beau

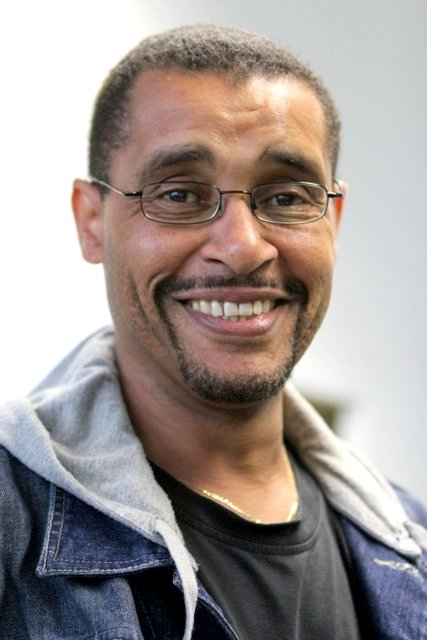
Christofer von Beau

Christofer von Beau (* 14. Januar 1963 in München) ist ein deutscher Schauspieler.

## Ausbildung
Seine Schauspielausbildung erhielt er an der American Academy of Dramatic Arts in New York City. Außerdem besuchte er einen Shakespeare-Workshop bei Judy Magee und genoss eine Gesangsausbildung bei William Drake.

## Karriere
Von Beau hatte seit 1995 Auftritte in Serien wie Rosa Roth, SOKO Köln, SOKO Kitzbühel und Kripo Holstein – Mord und Meer. Er ist auch als Theaterschauspieler und Musicaldarsteller aktiv. 2012 spielte er neben Jutta Speidel in dem Fernsehfilm 24 Milchkühe und kein Mann. Allgemein bekannt wurde er durch die Rolle des Franz Ainfachnur in der Krimiserie SOKO 5113, die er von 2002 bis 2020 in 169 Episoden verkörperte. Seit der Umbenennung zu SOKO München 2016 gehörte er zur Hauptbesetzung der Krimiserie.

## Filmografie (Auswahl)
- 2002 bis 2020: SOKO München (Fernsehserie, als Franz Ainfachnur, Kriminalkommissar, später Kriminaloberkommissar)
- 2021: SOKO Potsdam (Fernsehserie, 8 Folgen als Staatsanwalt Luis Hagemann)
- 2022: In aller Freundschaft – Die jungen Ärzte (Fernsehserie, Folge Alte Narben)